# Comuna Șona, Alba
Șona (în maghiară: Szépmező, în germană: Schönau) este o comună în județul Alba, Transilvania, România, formată din satele Alecuș, Biia, Doptău, Lunca Târnavei, Sânmiclăuș, Șona (reședința) și Valea Sasului.

## Demografie
Componența etnică a comunei Șona
     Români (56,5%)
     Maghiari (20,65%)
     Romi (12,4%)
     Alte etnii (0,26%)
     Necunoscută (10,18%)
Componența confesională a comunei Șona
     Ortodocși (63,7%)
     Reformați (13,17%)
     Unitarieni (6,82%)
     Greco-catolici (3,91%)
     Alte religii (1,53%)
     Necunoscută (10,87%)
Conform recensământului efectuat în 2021, populația comunei Șona se ridică la 3.782 de locuitori, în scădere față de recensământul anterior din 2011, când fuseseră înregistrați 4.067 de locuitori. Majoritatea locuitorilor sunt români (56,5%), cu minorități de maghiari (20,65%) și romi (12,4%), iar pentru 10,18% nu se cunoaște apartenența etnică. Din punct de vedere confesional, majoritatea locuitorilor sunt ortodocși (63,7%), cu minorități de reformați (13,17%), unitarieni (6,82%) și greco-catolici (3,91%), iar pentru 10,87% nu se cunoaște apartenența confesională.

## Politică și administrație
Comuna Șona este administrată de un primar și un consiliu local compus din 13 consilieri. Primarul, Teodor-Florin Mărginean[*], de la Partidul Național Liberal, este în funcție din 2016. Începând cu alegerile locale din 2024, consiliul local are următoarea componență pe partide politice:
|  | Partid                                 | Consilieri | Componența Consiliului | Componența Consiliului | Componența Consiliului | Componența Consiliului | Componența Consiliului | Componența Consiliului |
|  | -------------------------------------- | ---------- | ---------------------- | ---------------------- | ---------------------- | ---------------------- | ---------------------- | ---------------------- |
|  | Partidul Național Liberal              | 6          |                        |                        |                        |                        |                        |                        |
|  | Uniunea Democrată Maghiară din România | 3          |                        |                        |                        |                        |                        |                        |
|  | Partidul Social Democrat               | 3          |                        |                        |                        |                        |                        |                        |
|  | Alianța pentru Unirea Românilor        | 1          |                        |                        |                        |                        |                        |                        |

## Monumente
- Biserica săsească fortificată din Șona, construcție din secolul al XVI-lea
- Biserica unitariană din Sânmiclăuș, construcție din secolul al XIII-lea
- Biserica reformată din Sânmiclăuș, construită în stil baroc în anul 1750
- Conacul Bethlen din Sânmiclăuș, construcție din secolul al XVII-lea
- Biserica „Adormirea Maicii Domnului” din Valea Sasului, construită în anul 1790
- Sit arheologic în satul Sânmiclăuș

## Imagini

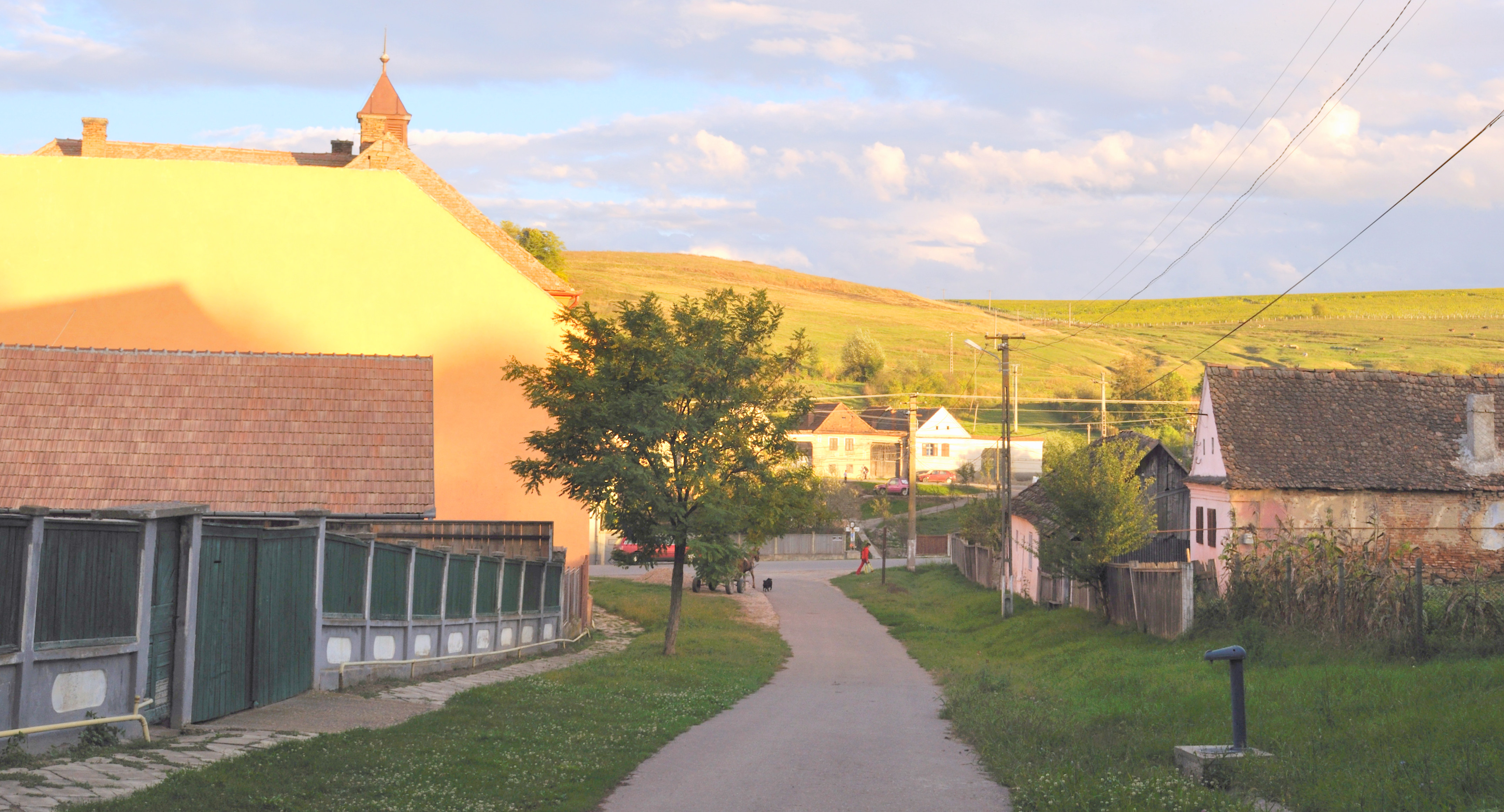
Satul Şona
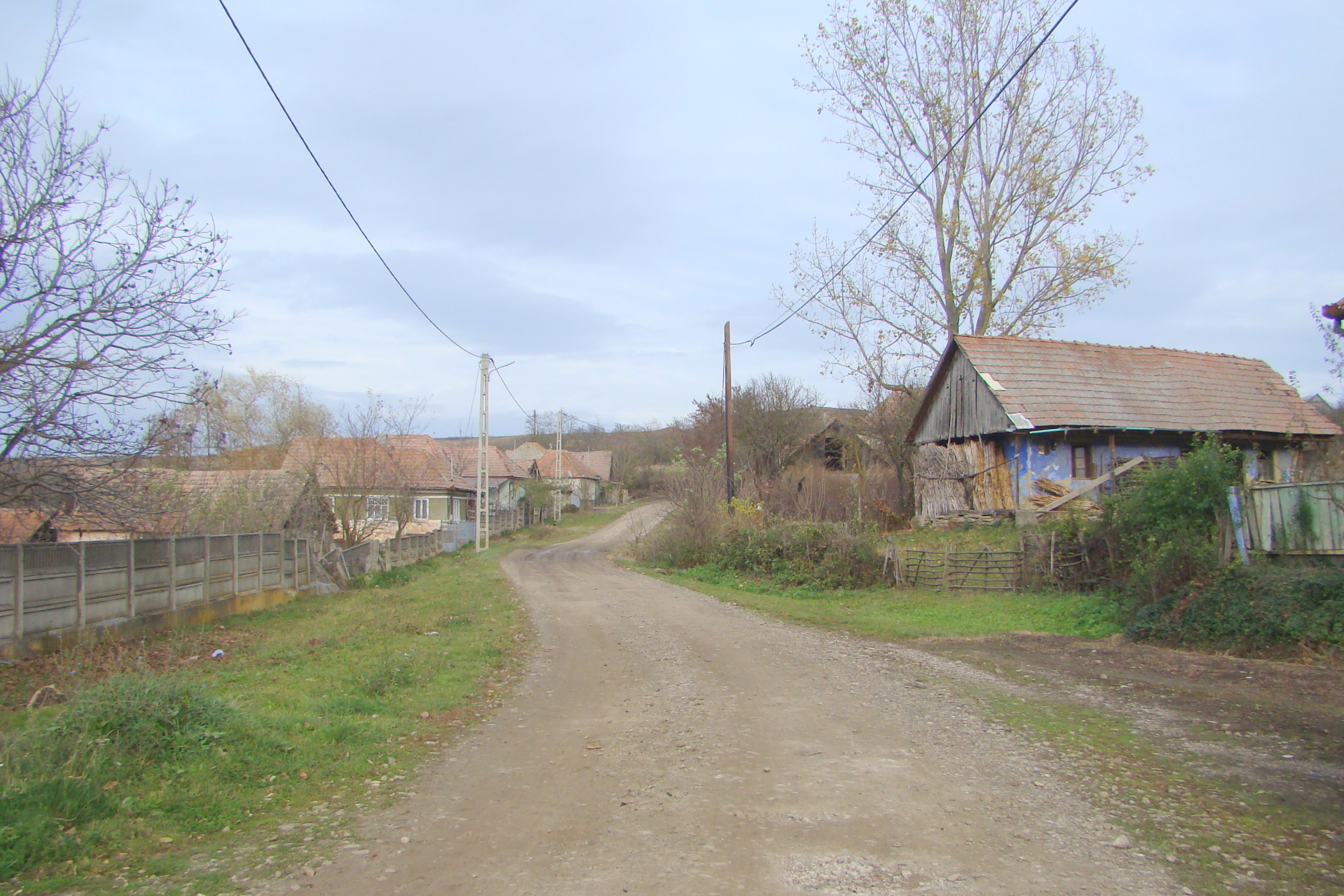
Alecuș
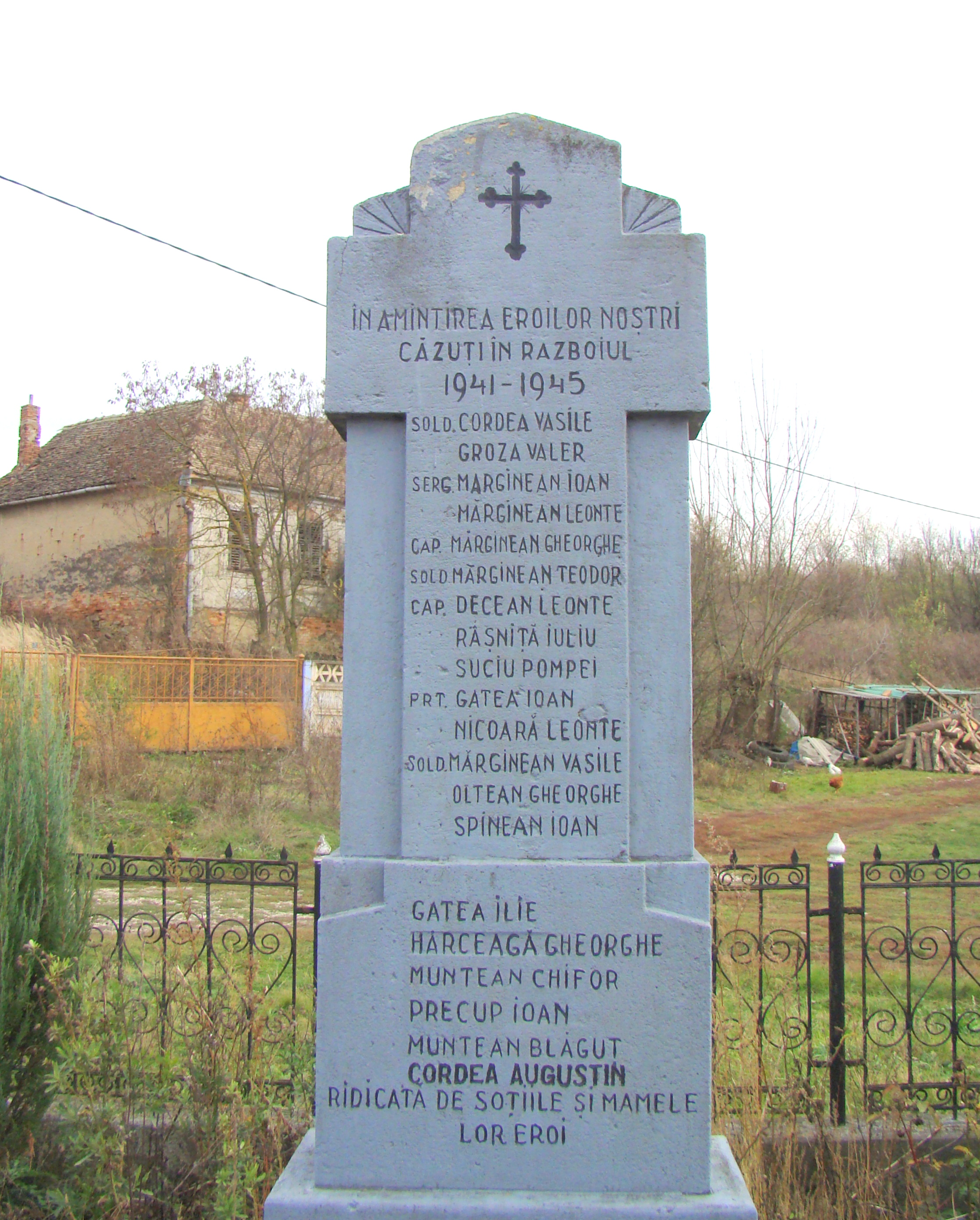
Monumentul eroilor din Alecuș din al Doilea Război Mondial
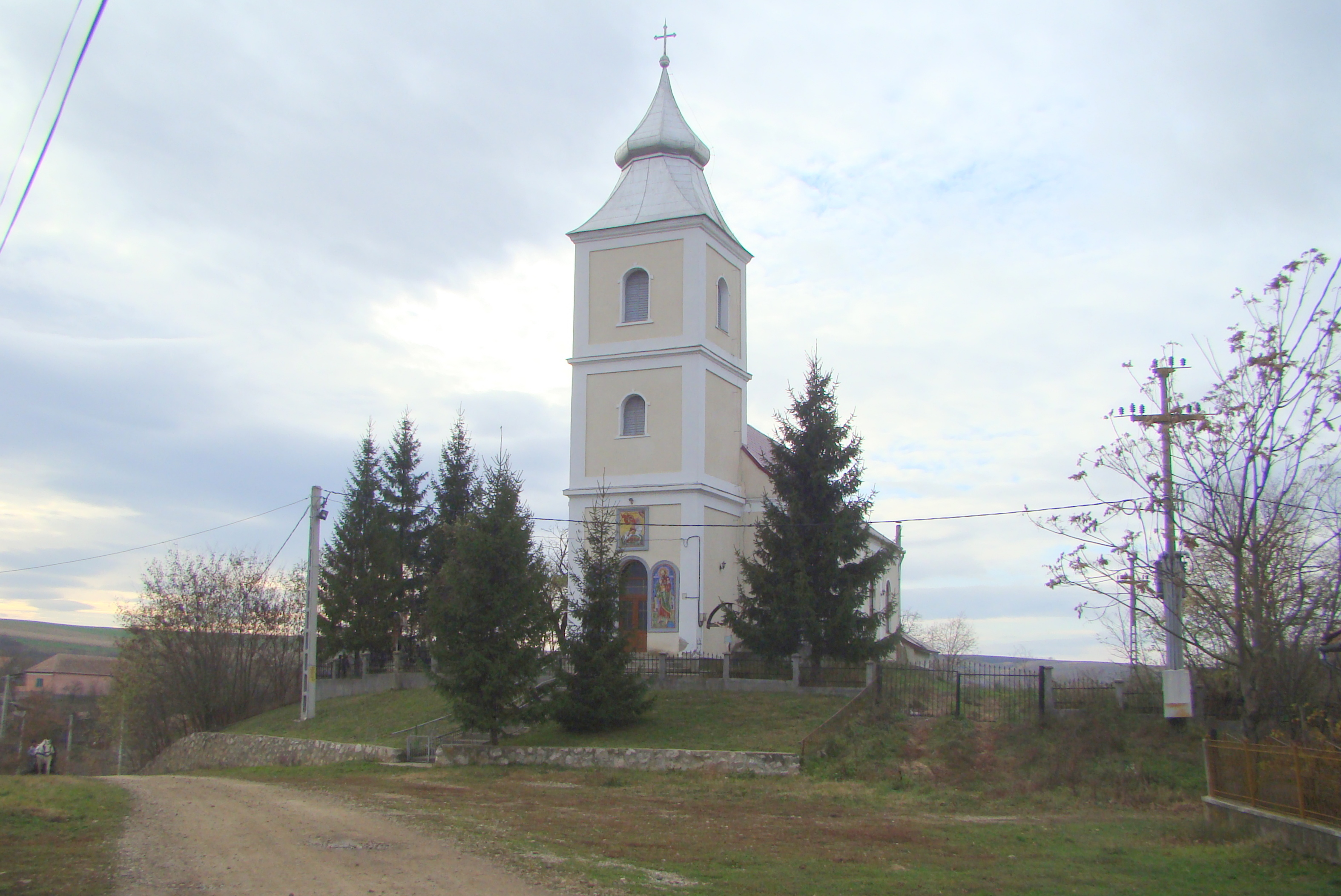
Biserica ortodoxă cu hramul Sfântul Mare Mucenic Gheorghe din Alecuș
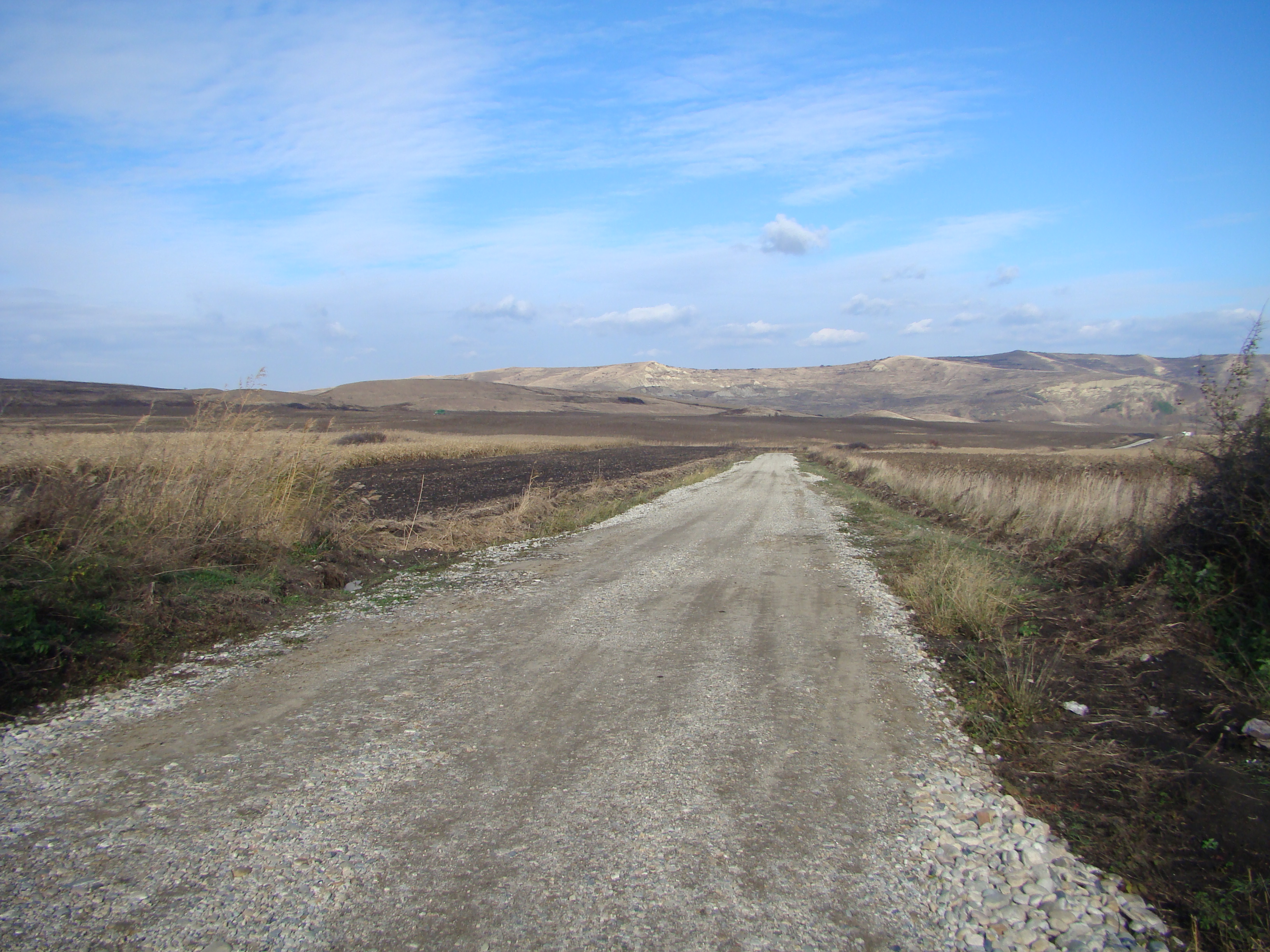
Drumul Alecuș-Valea Sasului
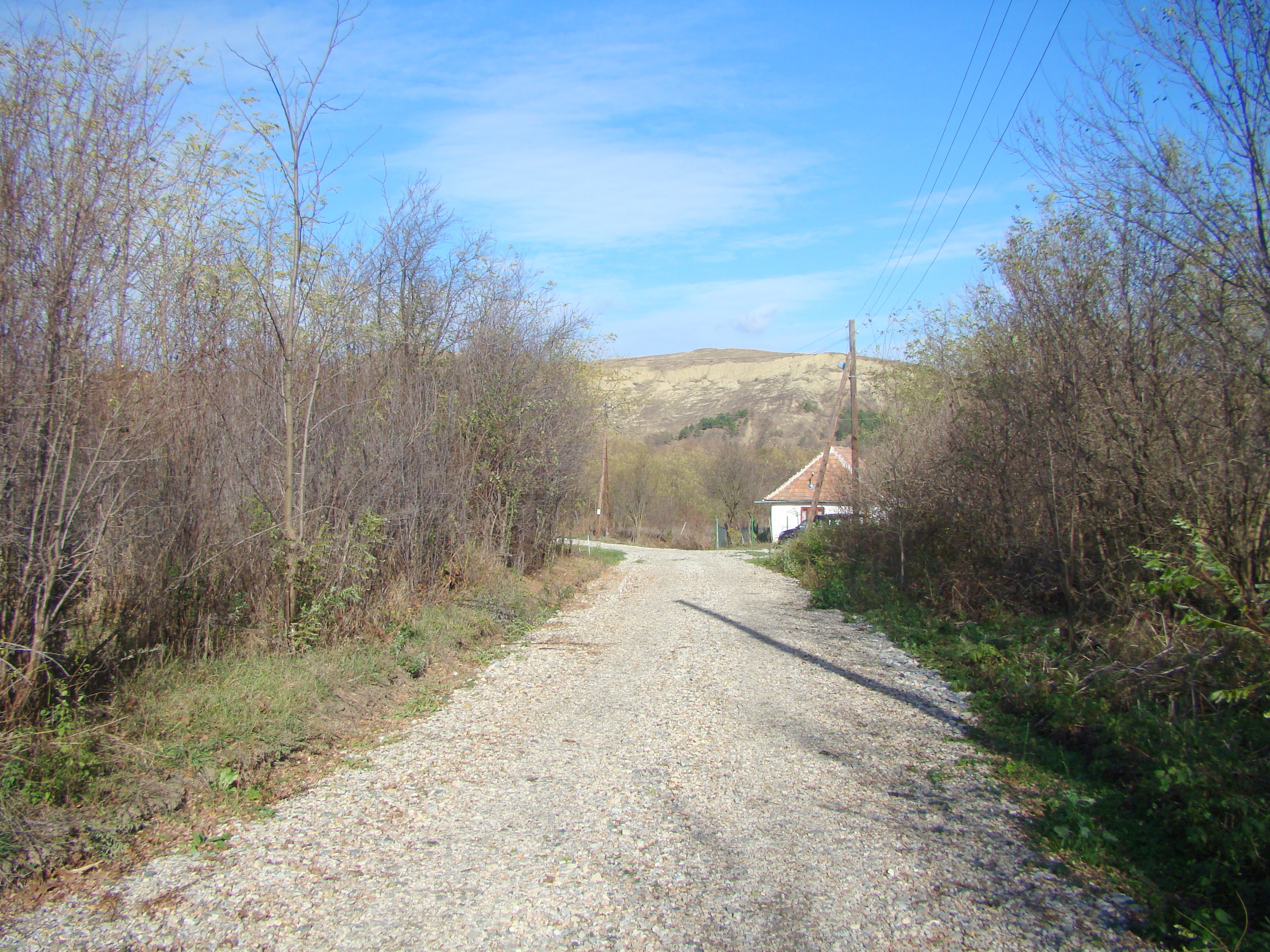
Valea Sasului
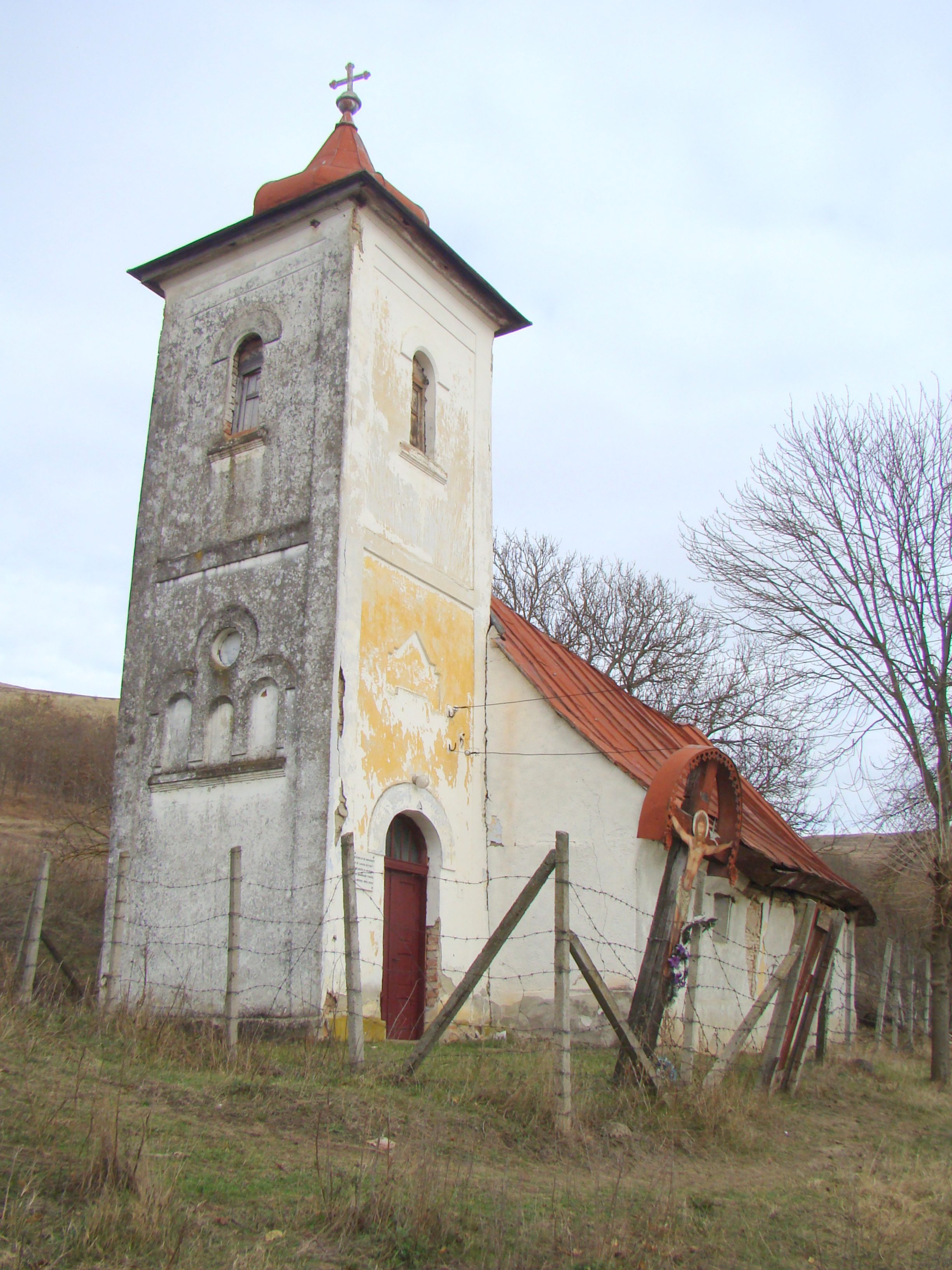
Biserica greco-catolică „Adormirea Maicii Domnului” din Valea Sasului
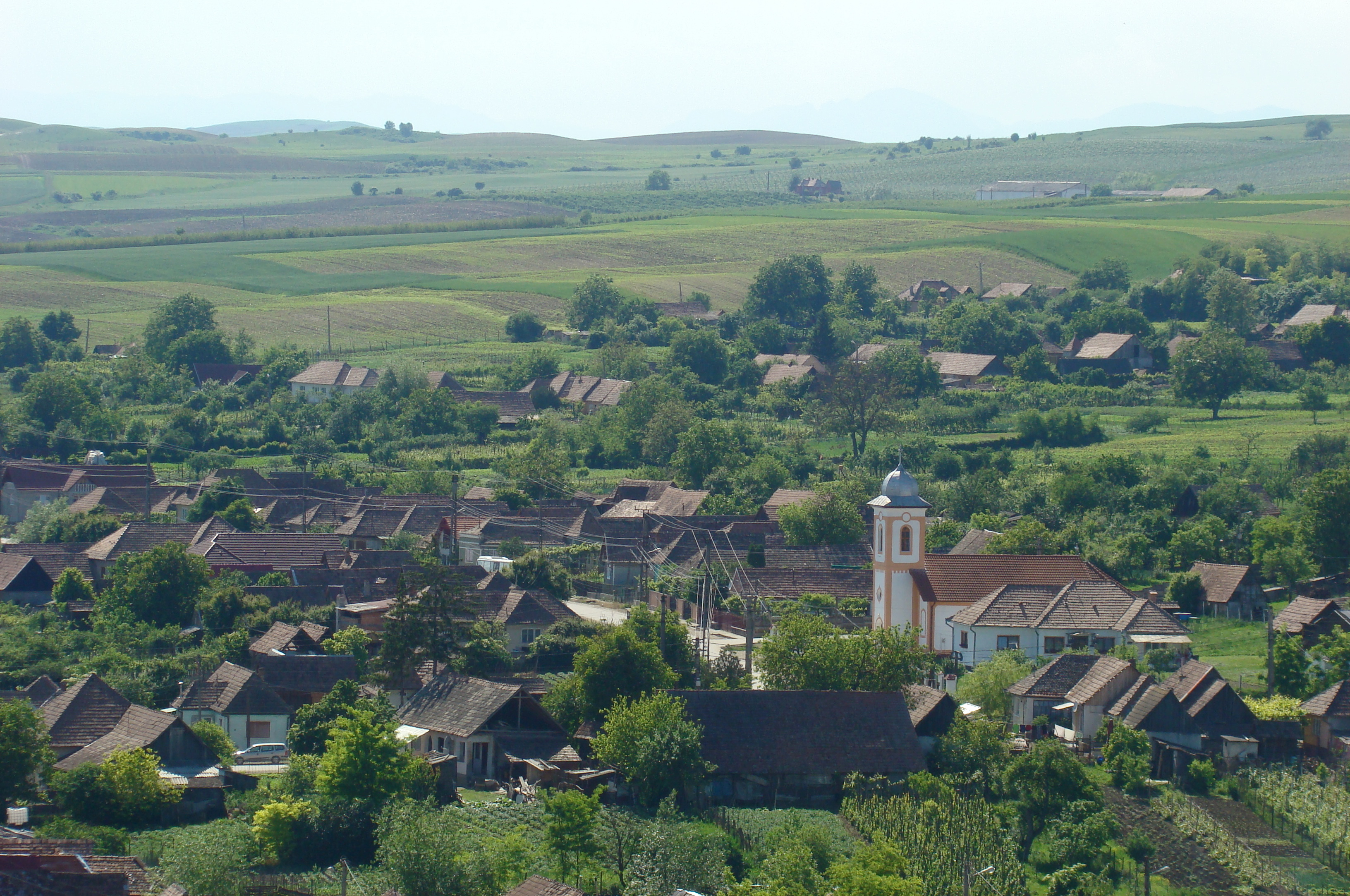
Sânmiclăuș
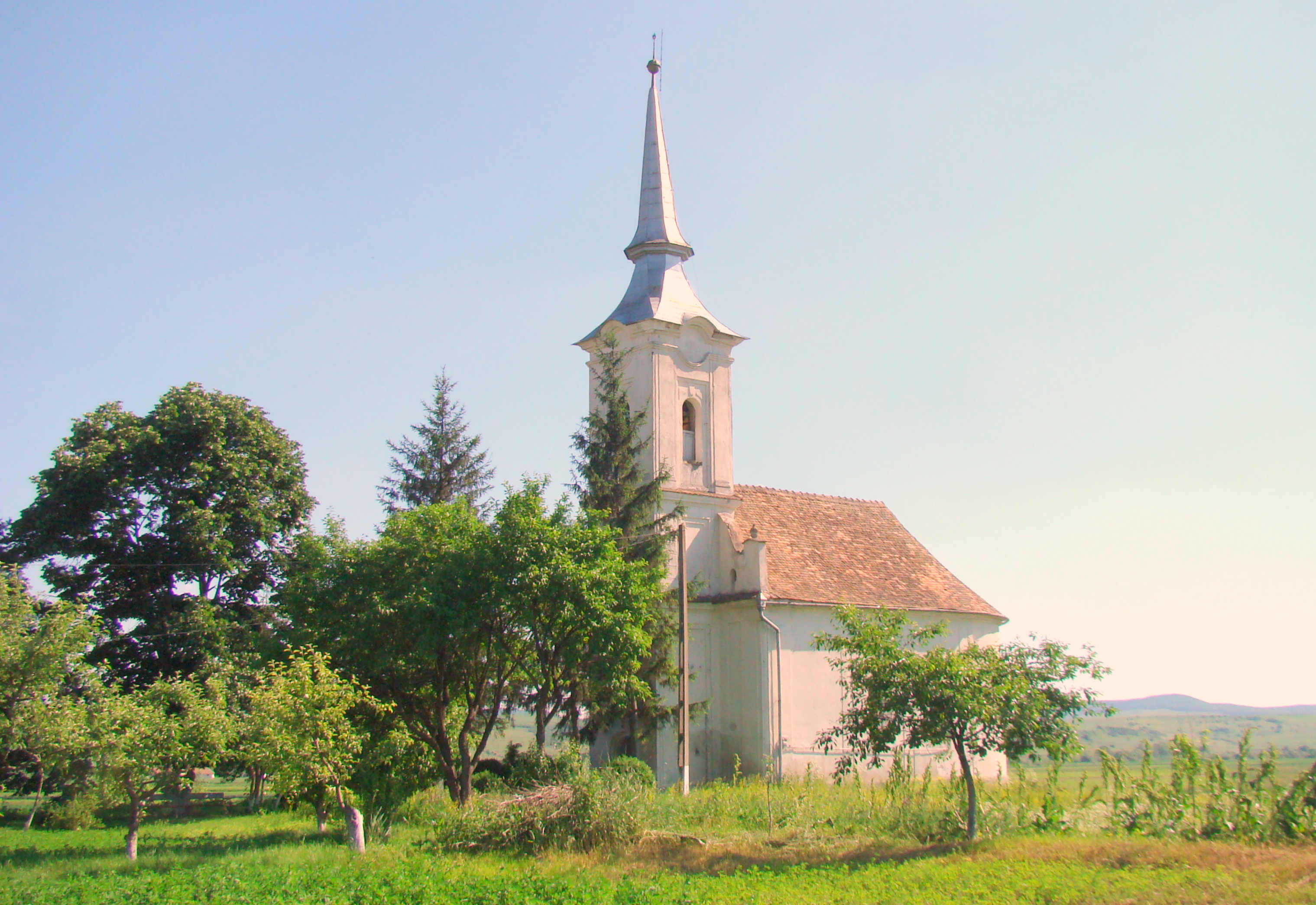
Biserica reformată
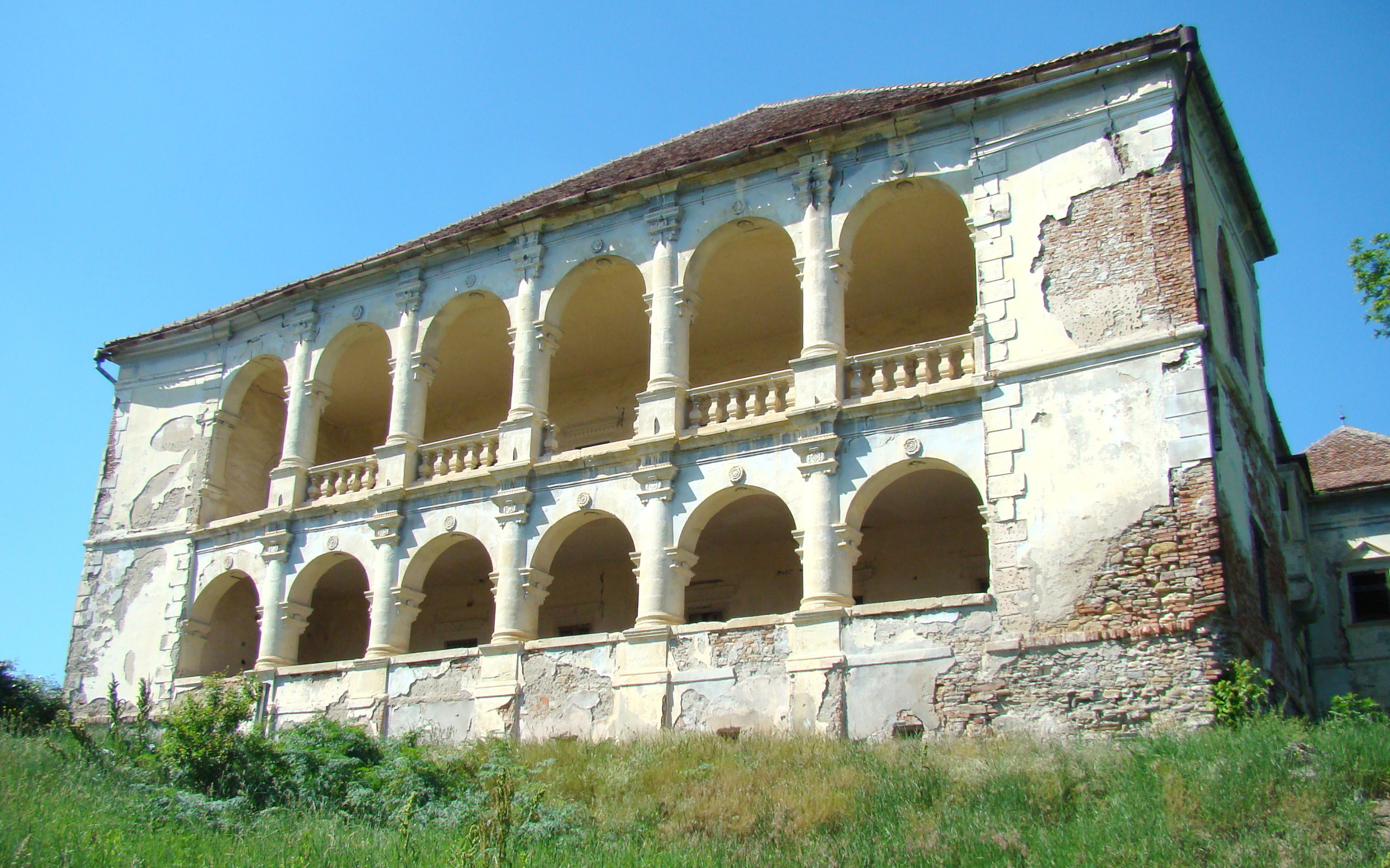
Castelul Bethlen
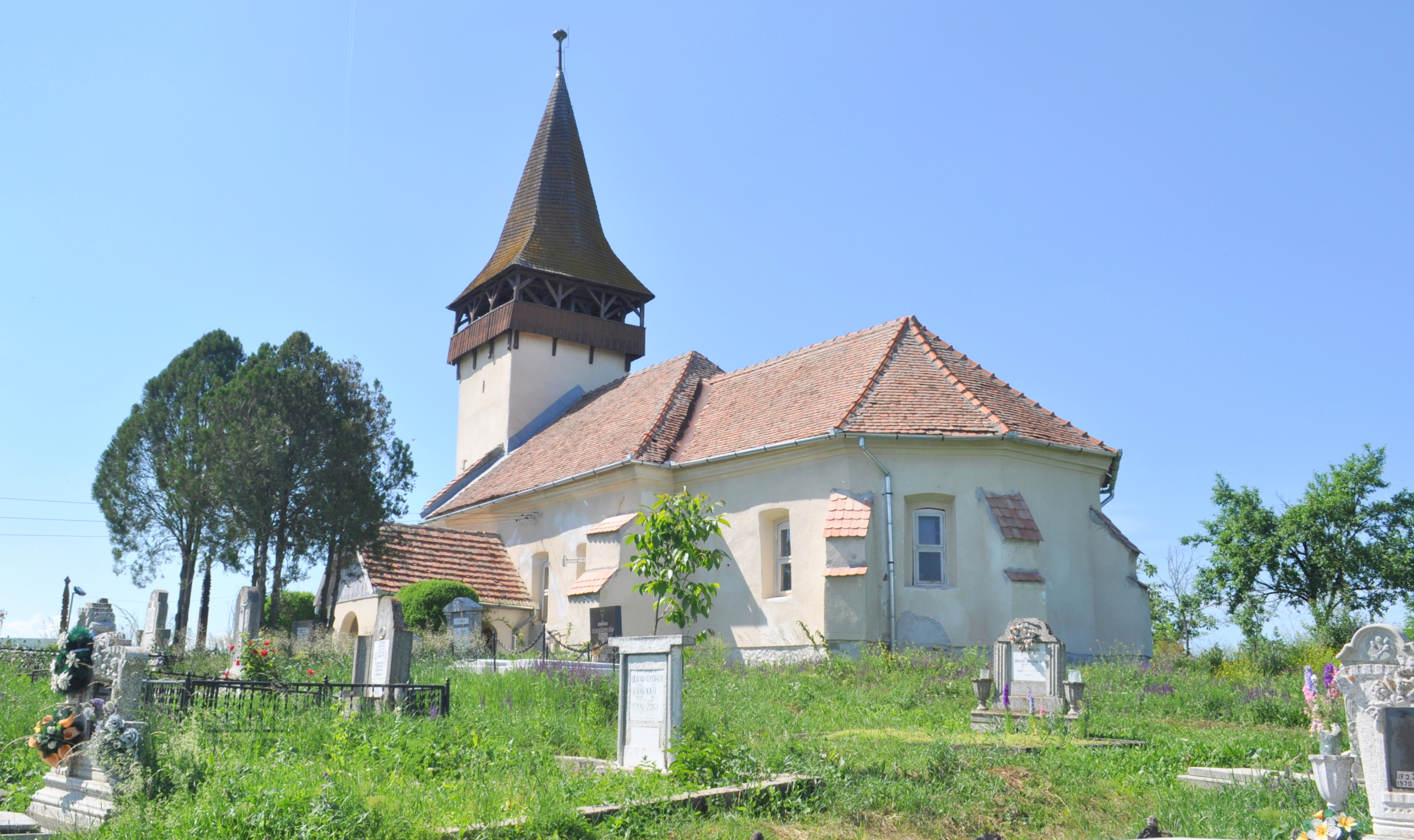
Biserica unitariană
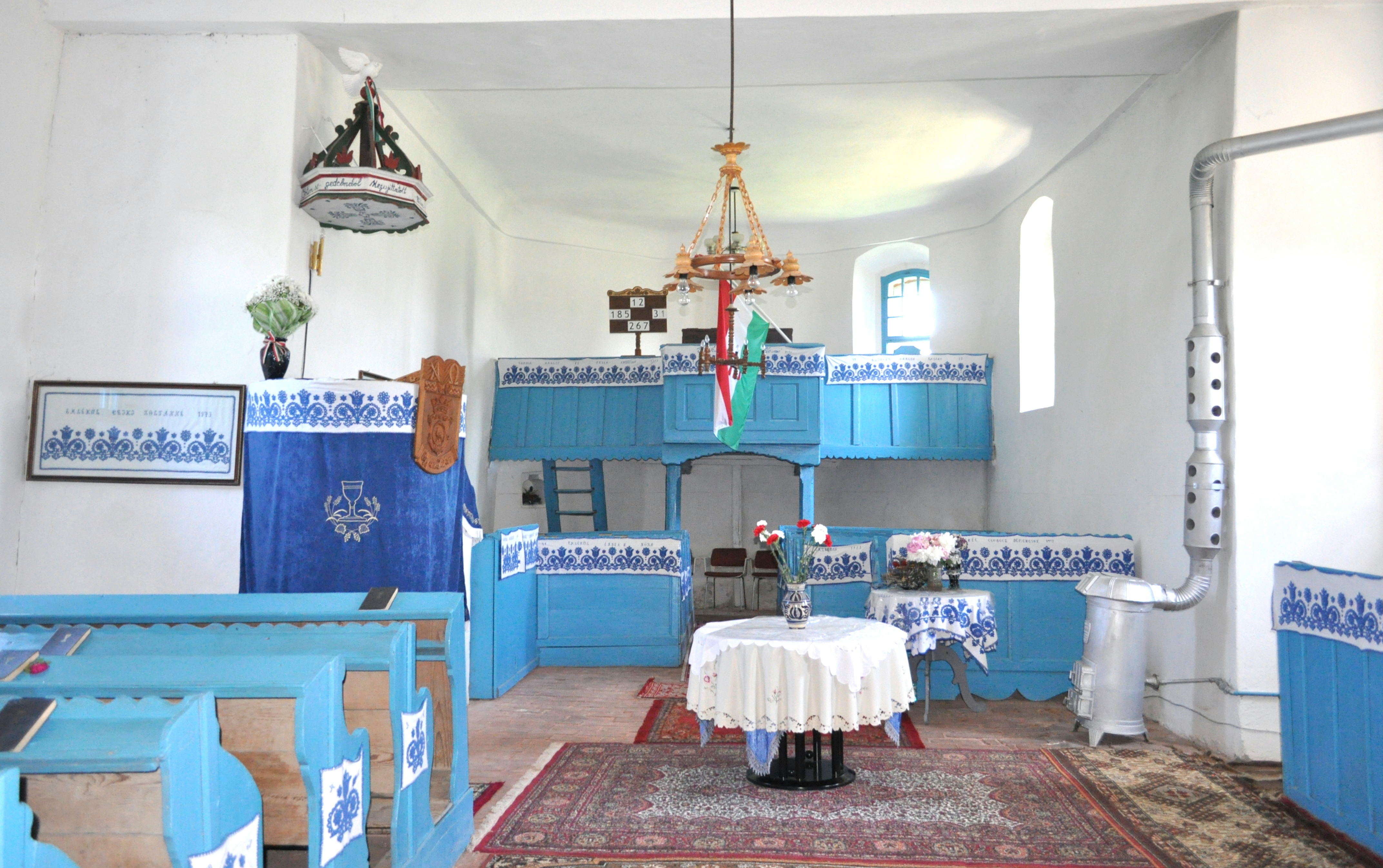
Biserica unitariană
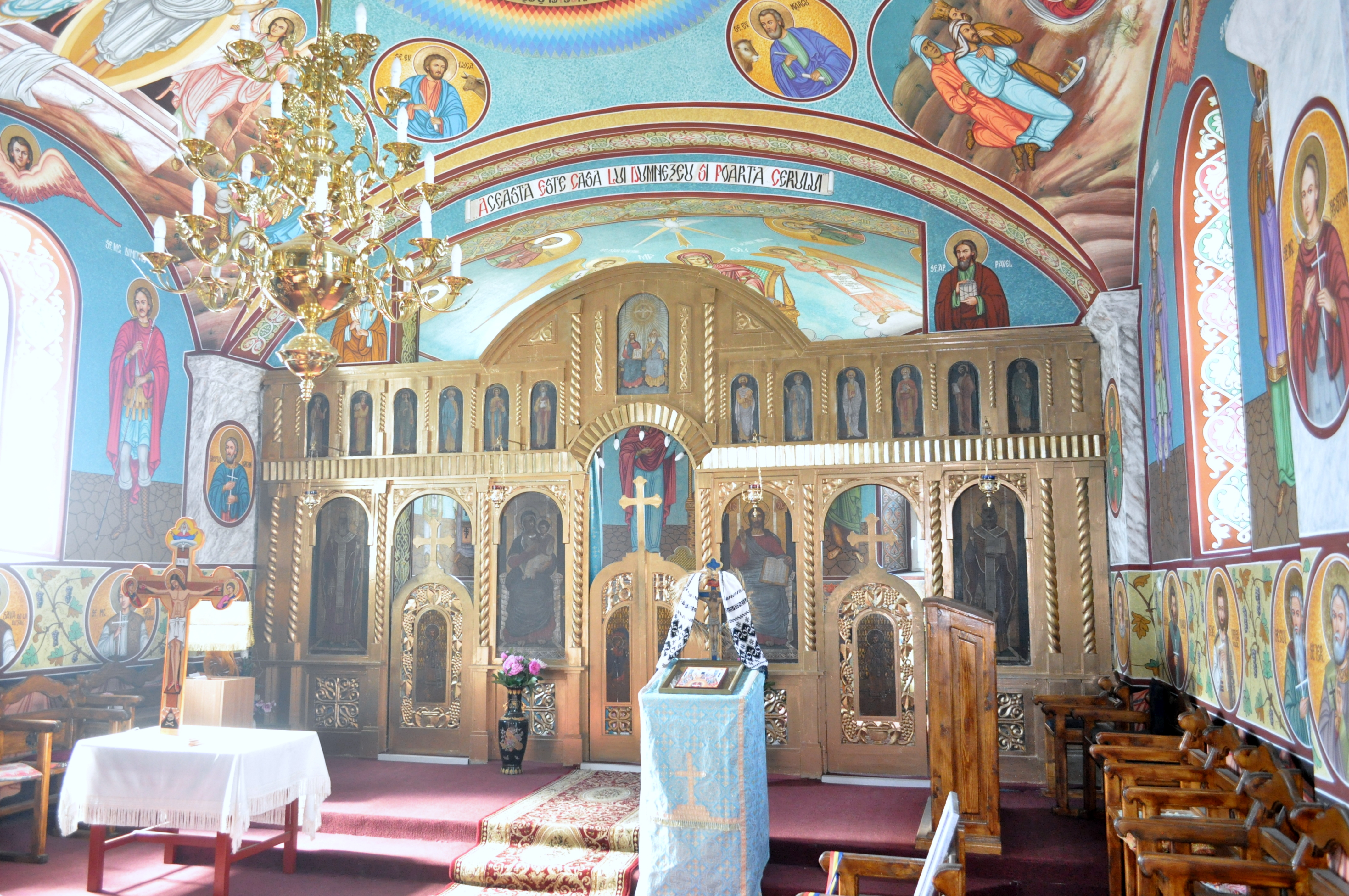
Biserica ortodoxă
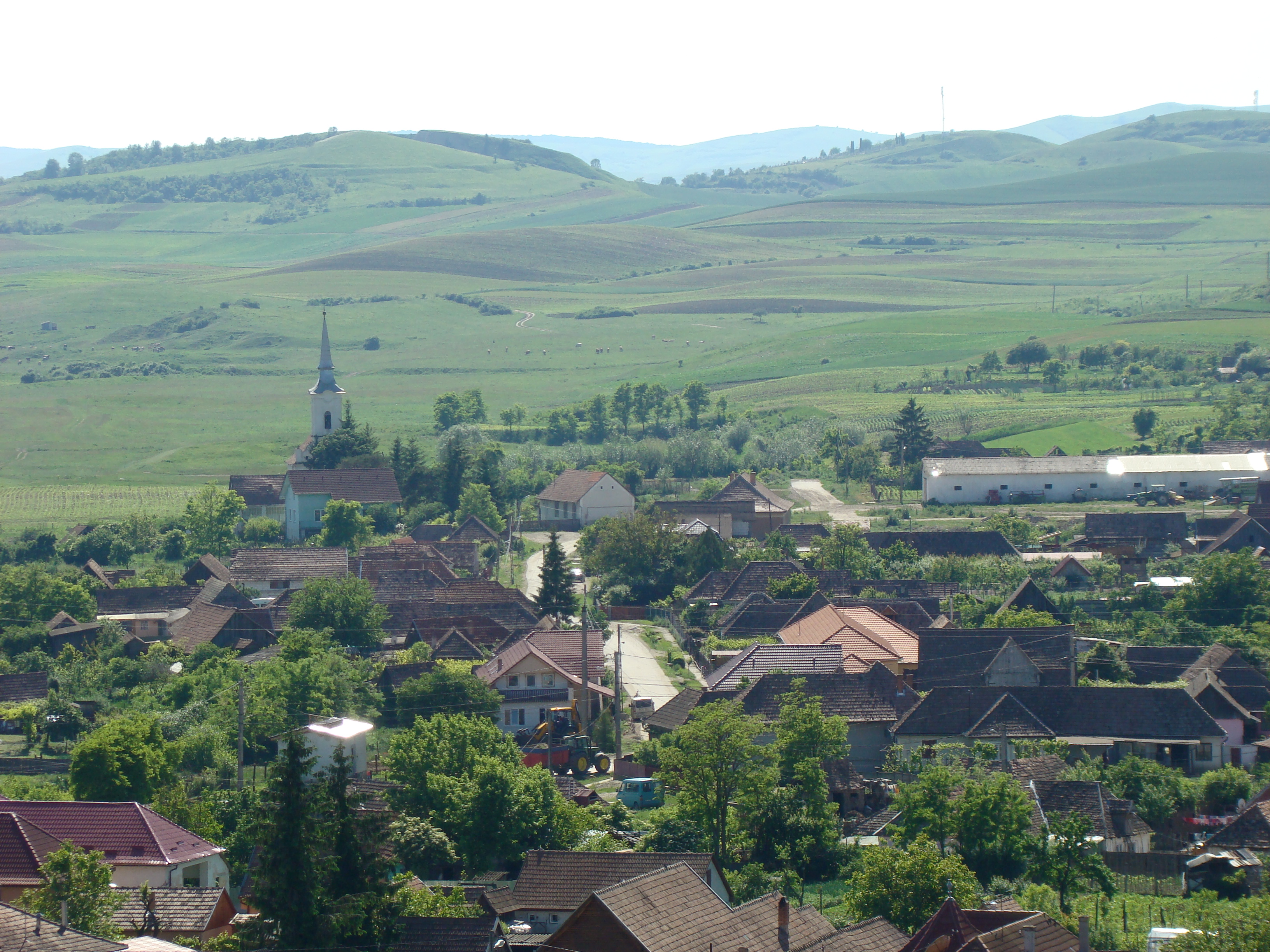
Sânmiclăuș
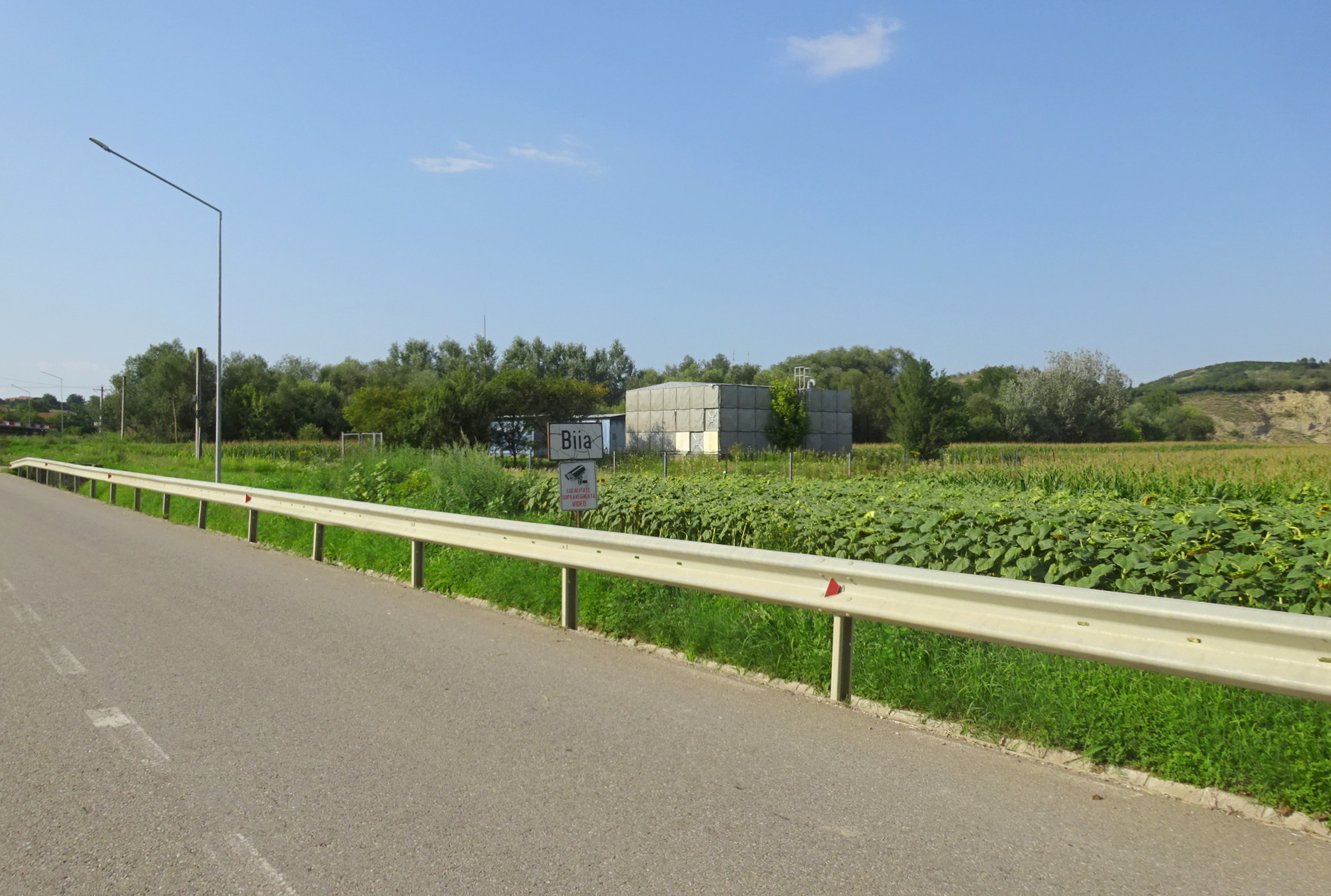
Biia
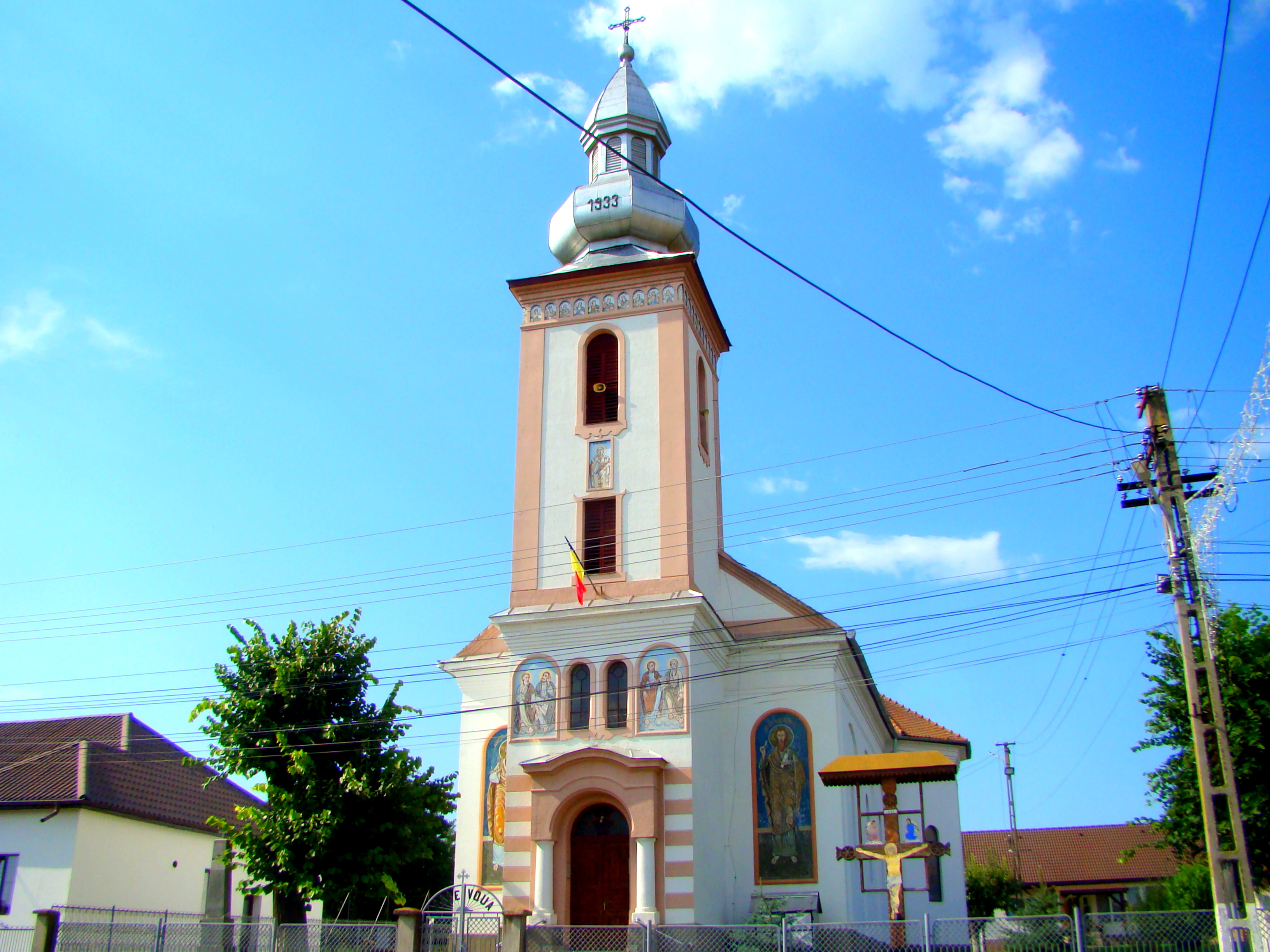
Biserica Sfântul Ierarh Nicolae
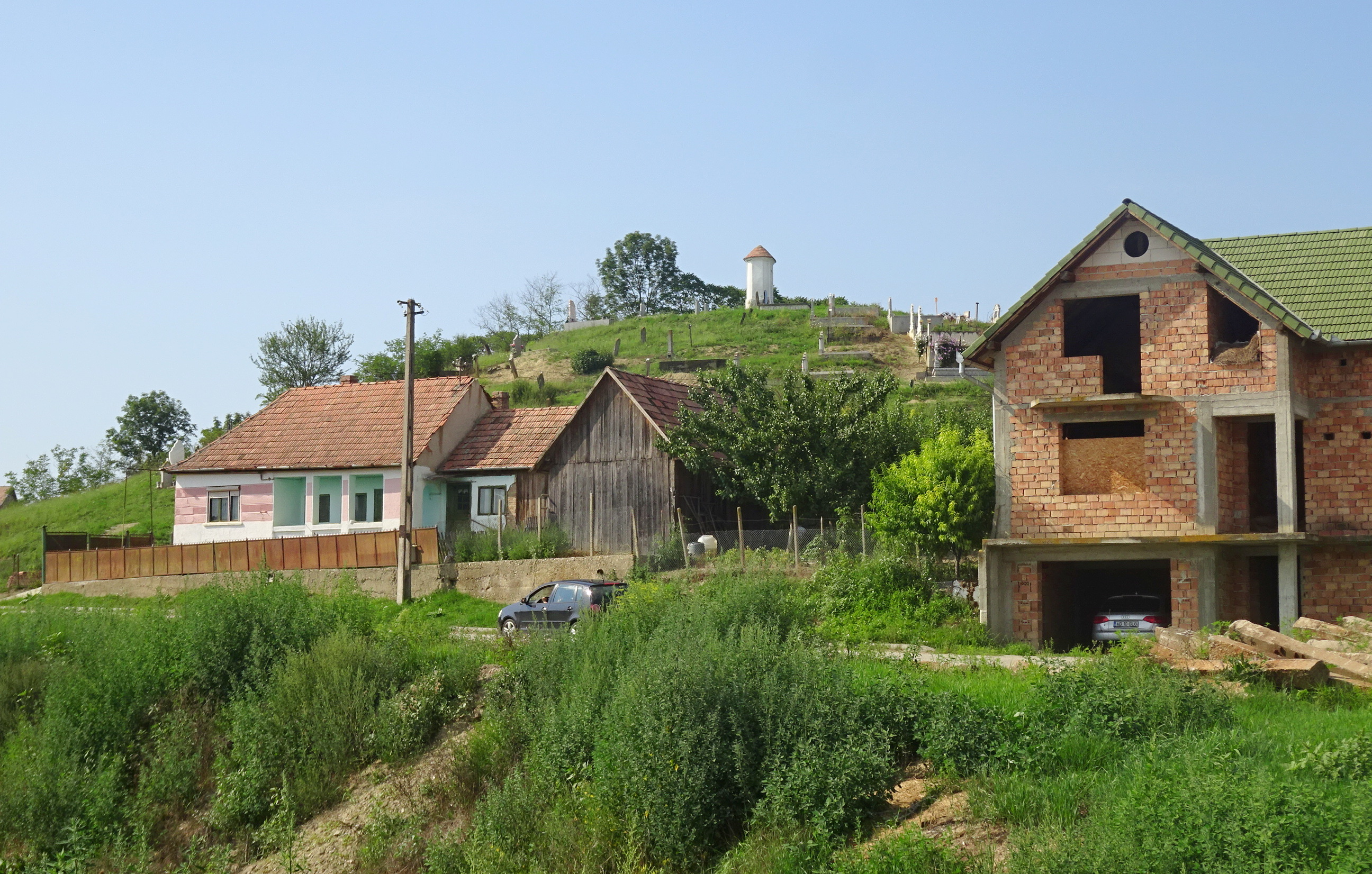
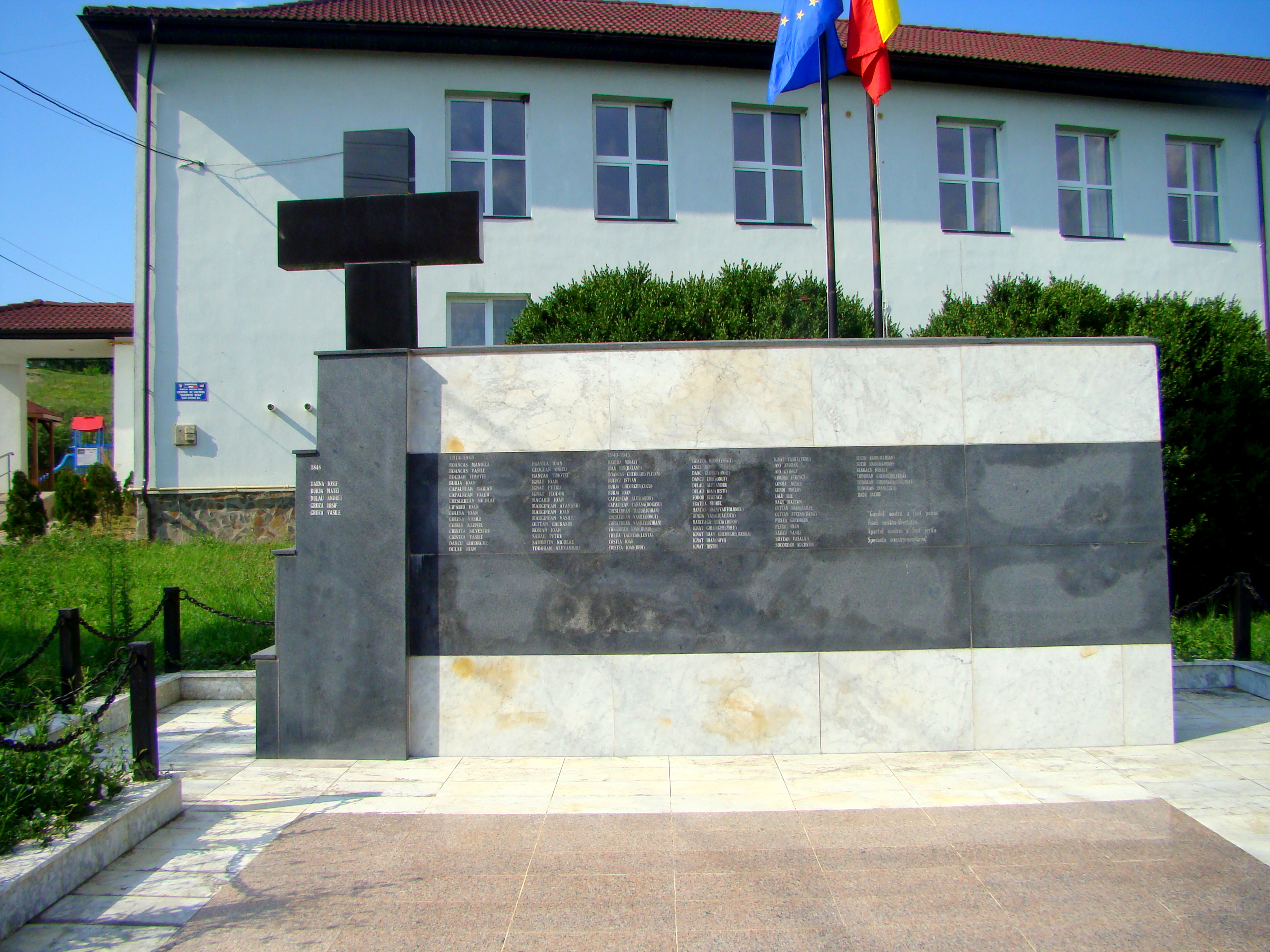
Școala și Monumentul Eroilor
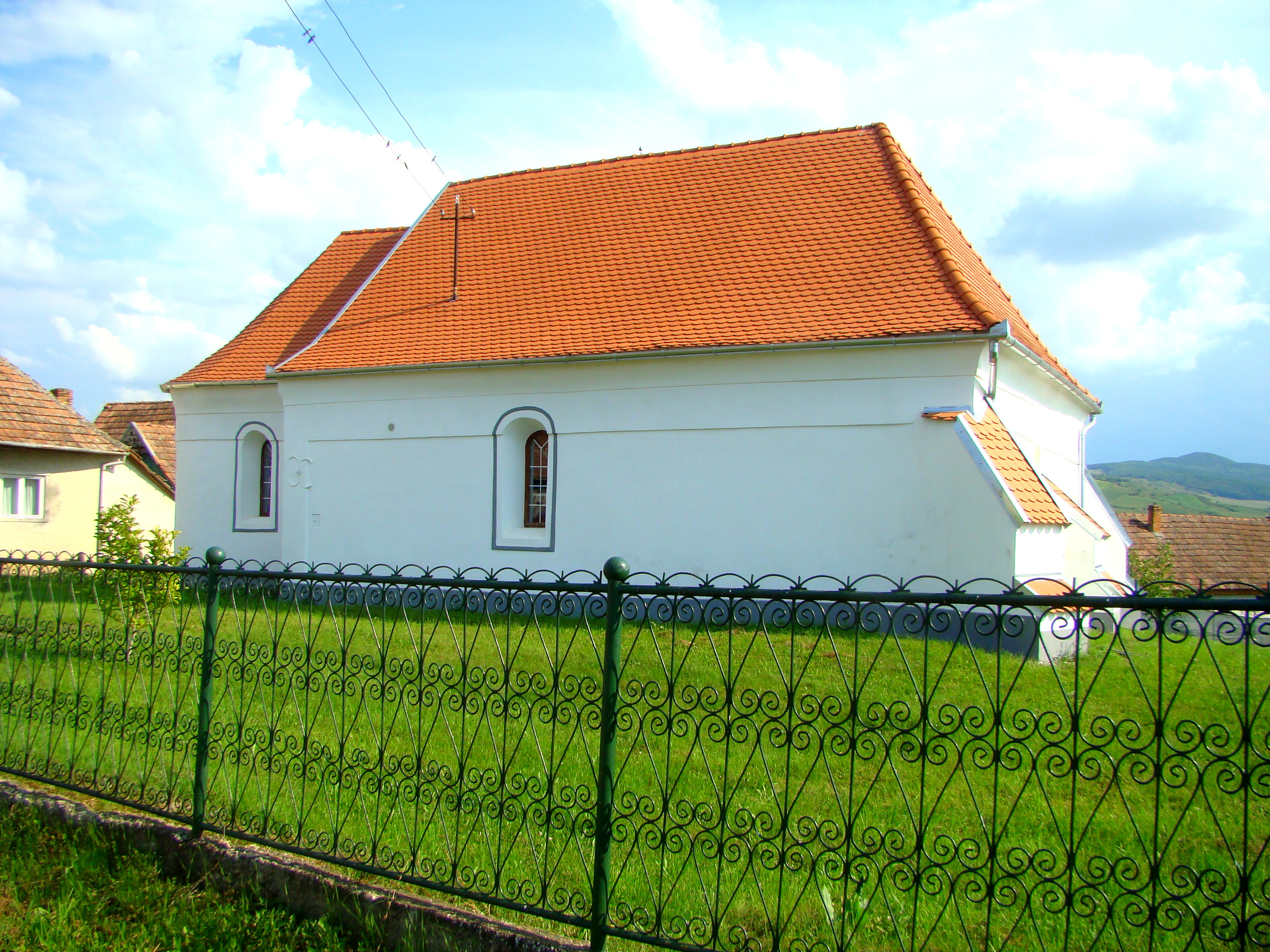
Biserica reformată din Biia (1766)
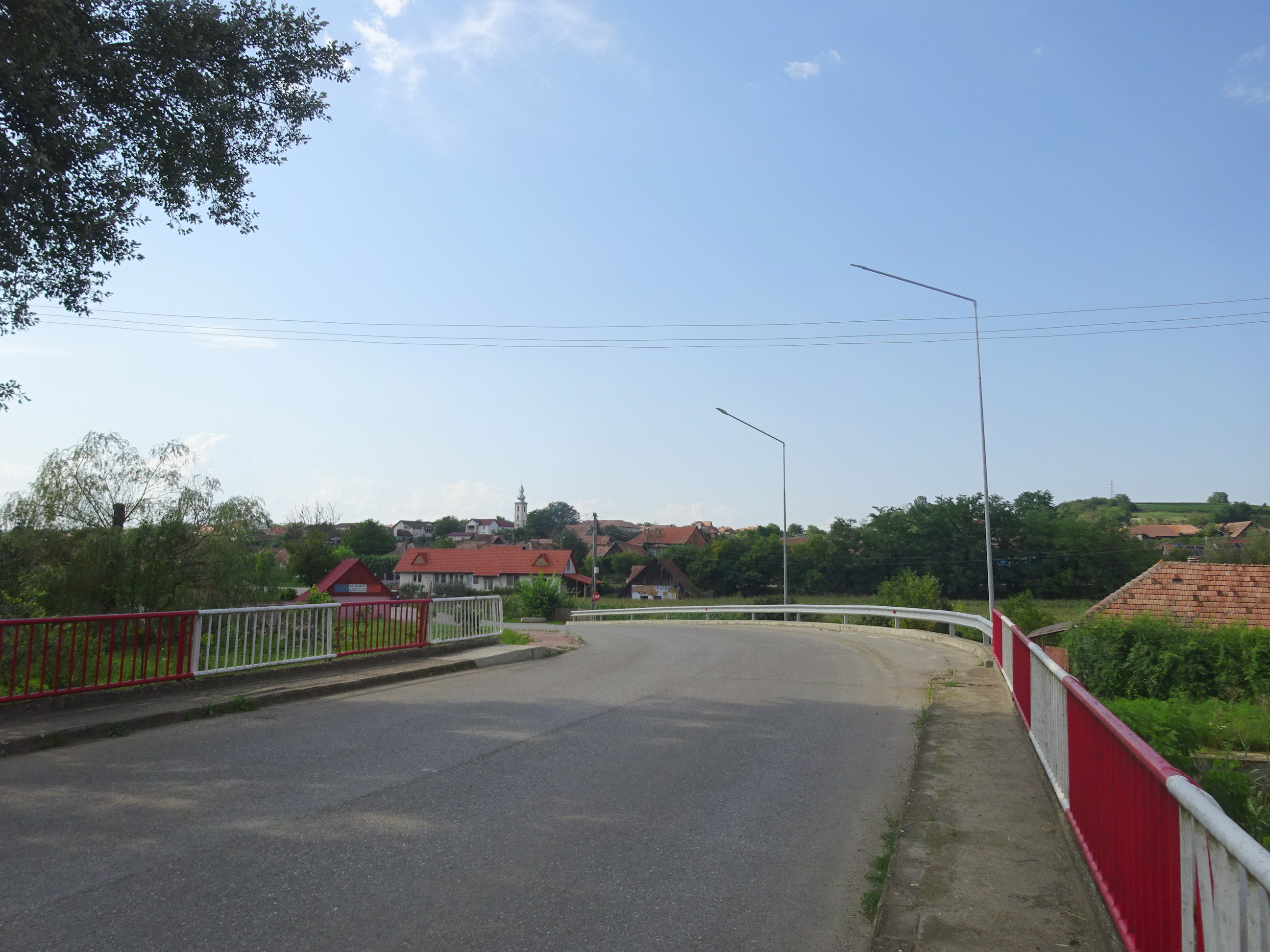
Podul rutier peste Târnava Mică